# Cupido triton
Cupido triton är en fjärilsart som beskrevs av Fabricius 1787. Cupido triton ingår i släktet Cupido och familjen juvelvingar. Inga underarter finns listade i Catalogue of Life.